# Desa Sangubanyu (administrativ by i Indonesien, lat -7,74, long 109,68)
Desa Sangubanyu är en administrativ by i Indonesien.   Den ligger i provinsen Jawa Tengah, i den västra delen av landet, 400 km sydost om huvudstaden Jakarta.